# Nie tylko Fakty
Nie tylko Fakty – siódma książka Tomasza Lisa wydana 16 września 2004 roku przez Wydawnictwo Rosner i Wspólnicy. Książka jest autobiografią Lisa w latach 1989–2004, osadzona na tle współczesnej Polski. Pracę nad książką Lis rozpoczął 11 lutego 2004 roku, krótko po zwolnieniu z TVN. Książka była bestsellerem na rynku. W dniu premiery księgarnie zamówiły cały pierwszy nakład wynoszący 30 tys. egzemplarzy książki. Nie tylko Fakty było dziesiątą najlepiej sprzedającą się książką w Polsce w 2004 roku.